# Hrabstwo White (Illinois)
Hrabstwo White – hrabstwo w USA, w stanie Illinois, z liczbą ludności wynoszącą 15 371, według spisu z 2000 roku. Siedzibą administracji hrabstwa jest Carmi.

## Geografia
Według spisu hrabstwo zajmuje powierzchnię 1 299 km², z czego 1 282 km² stanowią lądy, a 18 km² (1,36%) wody.

### Miasta
- Carmi
- Grayville

### Wioski
- Burnt Prairie
- Crossville
- Enfield
- Maunie
- Mill Shoals
- Norris City
- Phillipstown
- Springerton

### Sąsiednie hrabstwa

Stan Illinois na mapie USA

- Hrabstwo Edwards - północ
- Hrabstwo Wabash - północny wschód
- Hrabstwo Gibson - północny wschód
- Hrabstwo Posey - wschód
- Hrabstwo Gallatin - południe
- Hrabstwo Saline - zachód
- Hrabstwo Hamilton - zachód
- Hrabstwo Wayne - północny zachód

## Historia
Hrabstwo White powstało z terenów innego hrabstwa Gallatin w 1815 roku i został nazwane na cześć kapitana Leonarda White (niektóre źródła podają imię Isaaca White), który zalegalizował hrabstwo, oraz był pomysłodawcą rozszerzenia granic Illinois - Wisconsin w stronę południową do Jeziora Michigan. W 1811 został zabity w Bitwie pod Tippecanoe. Lokalna siedziba hrabstwa - miasto Carmi, zostało założone w 1814 roku a już w 1816 zostało wcielone w granice hrabstwa. Pierwszy budynek sądu znajdował się w chacie Johna Craw.
Pierwsi biali osadnicy przybyli do hrabstwa między 1807 a 1809 rokiem. Pierwsze osady powstały niedaleko rzeki Little Wabash i Wielkiej Prerii (Big Prairie). Pierwsze znane rodziny irlandzko-szkockie — Hanna, Land, Hay, Williams, Calvert, Ratcliff, Holderby, Robinson, Stewart - pochodziły z innego hrabstwa Carolinas znajdującego się w Kentucky lub Tennessee
Innymi wczesnymi osadami były Grayville, położona nad zatoką Bonpas u ujścia rzeki Wabash i założona przez rodzinę Gray w 1810 roku; Phillipstown nad rzeką Fox oraz osada New Haven założone przez Daniela Boone w 1818 roku. Pierwsze kościoły wybudowano w 1816 roku w Old Sharon Church - kościół prezbiteriański - w pobliżu wsi Sacramento oraz w Seven Mile Prairie w 1830 roku. Członkami grupy rodzin osiadających na nowych terenach obok rodzin McArthy, Miller, McClellan, Pollard, Storey, Fields, i Johnson byli rodzice Abrahama Lincolna i jego dziewczyny Ann Rutledge.
W 1925 roku Hrabstwo White zostało zniszczone przez tornado. W hrabstwie White i w sąsiednim Hamilton było 127 ofiar śmiertelnych. Głównym miastem zostało Carmi. Głównym środkiem utrzymania mieszkańców hrabstwa było rolnictwo. W 1939 roku odkryto złoża ropy naftowej u brzegów rzeki Wabash Populacja Carmi na przestrzeni dwóch lat wzrosła z 2,700 do 5,400. Wzrost populacji nastąpił również w Crossville i Grayville.

## Demografia
Według spisu z 2000 roku hrabstwo zamieszkuje 15 371 osób, które tworzą 6 534 gospodarstw domowych oraz 4 377 rodzin. Gęstość zaludnienia wynosi 12 osób/km². Na terenie hrabstwa jest 7 393 budynków mieszkalnych o częstości występowania wynoszącej 6 budynków/km². Hrabstwo zamieszkuje 98,22% ludności białej, 0,26% ludności czarnej, 0,34% rdzennych mieszkańców Ameryki, 0,16% Azjatów, 0,01 mieszkańców Pacyfiku, 0,16% ludności innej rasy oraz 0,85% ludności wywodzącej się z dwóch lub więcej ras, 0,67% ludności to Hiszpanie, Latynosi lub inni.
W hrabstwie znajduje się 6 534 gospodarstw domowych, w których 26,80% stanowią dzieci poniżej 18. roku życia mieszkający z rodzicami, 56,60% małżeństwa mieszkające wspólnie, 7,60% stanowią samotne matki oraz 33,00% to osoby nie posiadające rodziny. 29,80% wszystkich gospodarstw domowych składa się z jednej osoby oraz 16,60% żyje samotnie i ma powyżej 65. roku życia. Średnia wielkość gospodarstwa domowego wynosi 2,29 osoby, a rodziny 2,82 osoby.
Przedział wiekowy populacji hrabstwa kształtuje się następująco: 21,50% osób poniżej 18. roku życia, 7,70% pomiędzy 18. a 24. rokiem życia, 25,30% pomiędzy 25. a 44. rokiem życia, 24,60% pomiędzy 45. a 64. rokiem życia oraz 20,90% osób powyżej 65. roku życia. Średni wiek populacji wynosi 42 lat. Na każde 100 kobiet przypada 91,10 mężczyzn. Na każde 100 kobiet powyżej 18. roku życia przypada 89,50 mężczyzn.
Średni dochód dla gospodarstwa domowego wynosi 29 601 USD, a dla rodziny 36 580 dolarów. Mężczyźni osiągają średni dochód w wysokości 30 619 dolarów, a kobiety 17 282 dolarów. Średni dochód na osobę w hrabstwie wynosi 16 412 dolarów. Około 8,70% rodzin oraz 12,50% ludności żyje poniżej minimum socjalnego, z tego 17,70% poniżej 18. roku życia oraz 9,80% powyżej 65. roku życia.